# Pierre branlante
 (juillet 2025).
Si vous disposez d'ouvrages ou d'articles de référence ou si vous connaissez des sites web de qualité traitant du thème abordé ici, merci de compléter l'article en donnant les références utiles à sa vérifiabilité et en les liant à la section « Notes et références ».

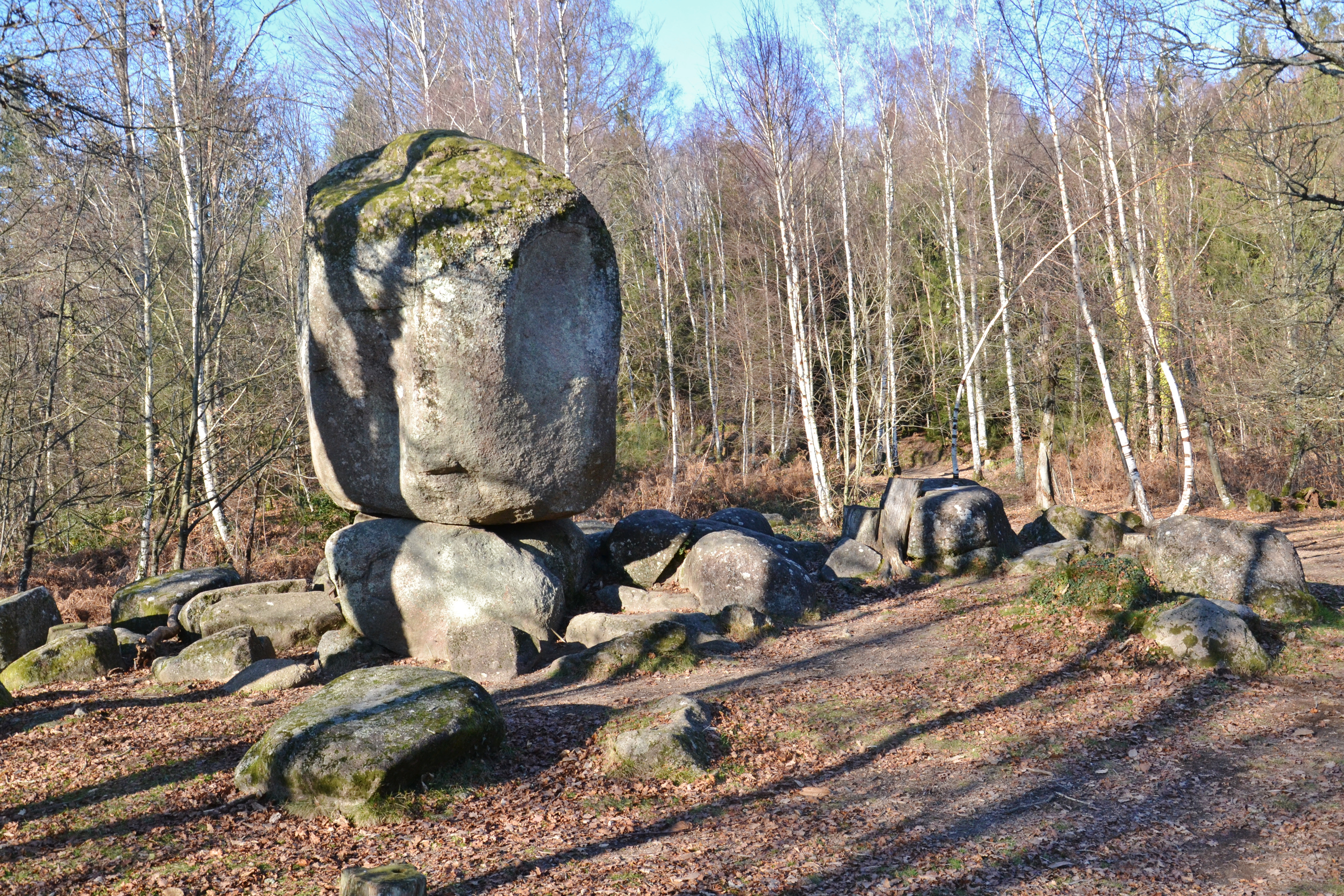
La pierre branlante de Boscartus, près de Cieux, en Haute-Vienne (France), repose en faux aplomb sur un autre bloc rocheux encore enchassé dans le sol.

Une pierre branlante, pierre tournante, pierre tournoise, pierre tournisse, pierre tremblante ou encore pierre-qui-vire, est une grosse pierre posée en équilibre et qu'une forte pression peut faire osciller. Elle est généralement d'origine naturelle (typiquement un modelé issu d'un tor ou d'un chaos de boules) bien que certaines puissent être des mégalithes (dolmens, etc).

## Folklore
Les pierres qui portent le nom de Pierre Tournante, ou de l'une de ses variantes, Pierre-qui-Tourne, Pierre-qui-Vire, Pierre Tourneresse, Pierre Tournoire, Pierre Tournisse, etc., ne sont cependant pas systématiquement des pierres "branlantes" de façon physique. Leur nom fait allusion à une légende qui les accompagne selon laquelle elles auraient la curieuse habitude de se mettre en mouvement à certaines dates et heures précises du calendrier chrétien (la Nuit de Noël à minuit, bien souvent), soit pour découvrir un trésor caché, soit pour aller boire à une source proche...
Il se peut que certaines d'entre elles soient également des pierres branlantes. Il semble que ce soit le cas de la Pierre Tournisse de Torfou, à Sèvremoine, en Maine-et-Loire.
Les pierres branlantes étaient vénérées par certaines religions primitives pour leur pouvoir divinatoire[réf. nécessaire].

### Néolithique
La Bretagne est réputée pour ses mégalithes (menhirs, alignements, dolmens). Une série de datations au carbone 14 réalisées sur des morceaux de bois et des restes humains par Bettina Schulz Paulsson du Département d'Histoire de l'Université de Göteborg en Suède suggère que c'est en Bretagne que les mégalithes les plus anciens ont été érigés lors de la seconde moitié du Ve millénaire av. J.-C., il y a 6 500 ± 300 ans. Le cairn Saint-Michel aurait 7 000 ans,. Ces résultats basés sur 2 410 datations au radiocarbone et sur une chronologie détaillée des sites mégalithiques suggèrent des échanges interculturels et le transfert du concept mégalithique par voie maritime à partir du nord-ouest de la France à l'époque mégalithique. Cette théorie implique également que les populations néolithiques de la région maîtrisaient déjà la navigation.

## Liste non exhaustive

### France
Ce genre de curiosité se rencontre principalement en Bretagne et dans le Massif central.
- Ambazac, Haute-Vienne
- Avrillé, Vendée (pierre branlante de la Cornetière)
- Burlats, Tarn   Les Rochers Tremblants de Burlats classés ?
- Champis, Ardèche
- Châteauneuf-de-Randon, Lozère
- Cheix-en-Retz, Loire-Atlantique (associée au souvenir de Martin de Vertou)
- Cieux, Haute-Vienne
- Combronde, Puy-de-Dôme
- Fayet-Ronaye , Loire
- Gelles, Puy-de-Dôme   Une <Roche branlaire>
- Guer, Morbihan
- Huelgoat, Finistère (Roche tremblante de Huelgoat). La plus connue de Bretagne. Il y en a d'ailleurs 2 dans le secteur.
- Île d'Yeu, Vendée
- Lantenay, Côte-d'Or
- Largeasse, Deux-Sèvres
- La Séguinière Maine et Loire  (Pierre à rouler aux Châtelliers).
- Les Salles, Loire
- Loc-Eguiner-Saint-Thégonnec, Finistère
- Maël-Pestivien, Côtes-d'Armor
- Chaos de Nîmes-le-Vieux, Lozère
- Orbey, Haut-Rhin
- Orcival, Puy-de-Dôme
- Ota, Corse-du-Sud
- Perros-Guirec, Côtes-d'Armor
- Peyrelevade, Corrèze
- Ploulec'h, Côtes-d'Armor
- Plounéour Menez, Finistère. (Pierre de Kernigou)
- Pontchâteau, Loire-Atlantique
- Pougne-Hérisson (La Merveille), Deux-Sèvres, classée
- Rennes-les-Bains, Aude
- Rocles, Lozère
- Rombas, Moselle (La pierre qui tourne, mégalithe)
- Saint-Didier-sur-Rochefort, Loire  (La Pierre Branlante de l'Agace.)
- Saint-Georges-la-Pouge, Creuse
- Saint-Léger-la-Montagne, Haute-Vienne
- Saint-Léger-Vauban, Yonne (la Pierre-qui-vire)
- Saint-Marc, Cantal
- Saint-Salvy-de-la-Balme, Tarn  (Rocher tremblant des Sept Faux).
- Sainte-Colombe-de-Peyre, Lozère
- Les Salles, Loire (La pierre branlante de Gouttenoire).
- Sèvremoine, Torfou, Maine-et-Loire
- Trégunc, Finistère (Roches tremblantes de Trégunc. On signale 3 roches tremblantes dans cette commune
- Wangenbourg-Engenthal (Obersteigen), Bas-Rhin

### Suisse
- Pierre branlante de Bullet 46° 50′ 21″ N, 6° 34′ 09″ E
- Pierre pendue 46° 38′ 32″ N, 6° 25′ 29″ E
- Pierre à Dzo (scellée lors de la construction de la ligne de chemin de fer en contrebas) 46° 15′ 13″ N, 6° 56′ 30″ E
- Pierre à Granfer (scellée) 46° 26′ 51″ N, 6° 14′ 21″ E
- Pierre branlante de Cuarnens

### Espagne
- Pedra da Barca (Pedra de Abalar) à Muxía

### États-Unis
- Roche d'Omak, Omak, État de Washington